# Gravures rupestres du Constantinois
Les gravures rupestres du Constantinois (Algérie) et du Sud-constantinois sont des gravures préhistoriques d'âge néolithique.

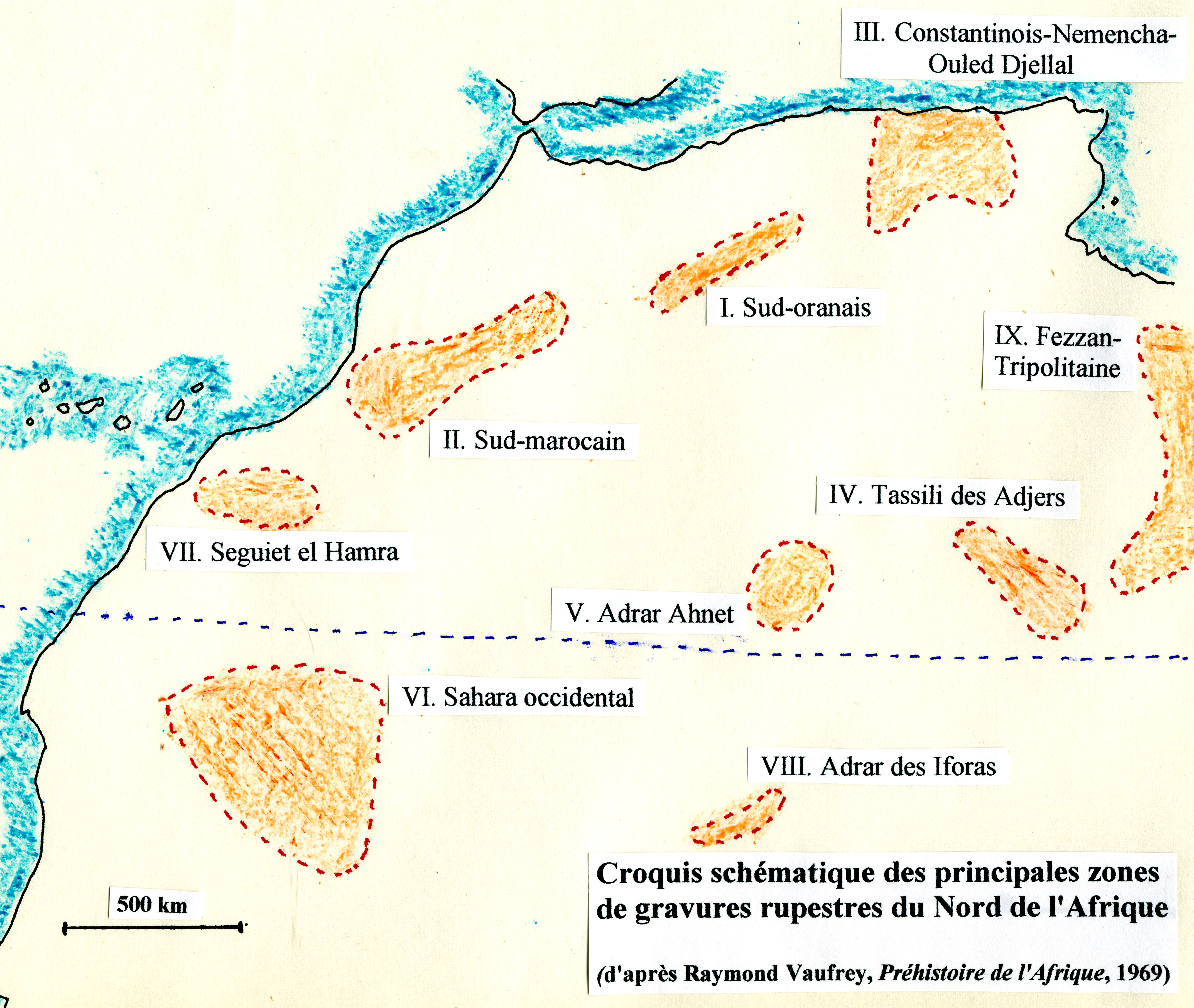
Croquis schématique des principales zones de gravures rupestres d'Afrique du Nord.

Elles font suite à celles, à l'ouest, du Sud-oranais (régions de Figuig, d'Ain Sefra, d'El-Bayadh, d'Aflou et de Tiaret) et du Sud-algérois (région de Djelfa) auxquelles elles s'apparentent par le style et la faune représentée. 

## Région deConstantine
Parmi les stations recensées, Kef Sidi Salah présente un bubale, un orant et un petit félin, Kef Tassenga des orants à phallus et un bélier sans sphéroïde, Khanguet et Hadjar des orants, des moutons, bœufs et félins. Un autre site a pour nom Chabet el Heulsa.

## Région deTébessaet desNemencha
Plusieurs stations se situent dans le Sud-constantinois : la vallée de l'oued  Hallail (bubales comparables à ceux du Sud-oranais), le djebel Tazermount, le col de Kifène, l’oued Safsaf, Bir Seïd, l’oued Itel (bovidés et orant), Kef Messiouer, la grotte des Khellous.
Henri Lhote, dans Les Gravures rupestres du Sud-oranais publié en 1970 dans la série des “Mémoires du Centre de recherches anthropologiques préhistoriques et ethnographiques “(CRAPE) dirigé à Alger par Mouloud Mammeri (Arts et Métiers graphiques, Paris, 210 pages et reproductions photographiques), fait allusion à ces gravures, le plus souvent tardives, qui « permettent un rapprochement avec les styles et les étages connus dans le Sud-oranais » dont elles seraient « un démarquage, de qualité toujours inférieure » (p. 193).

## Articles connexes

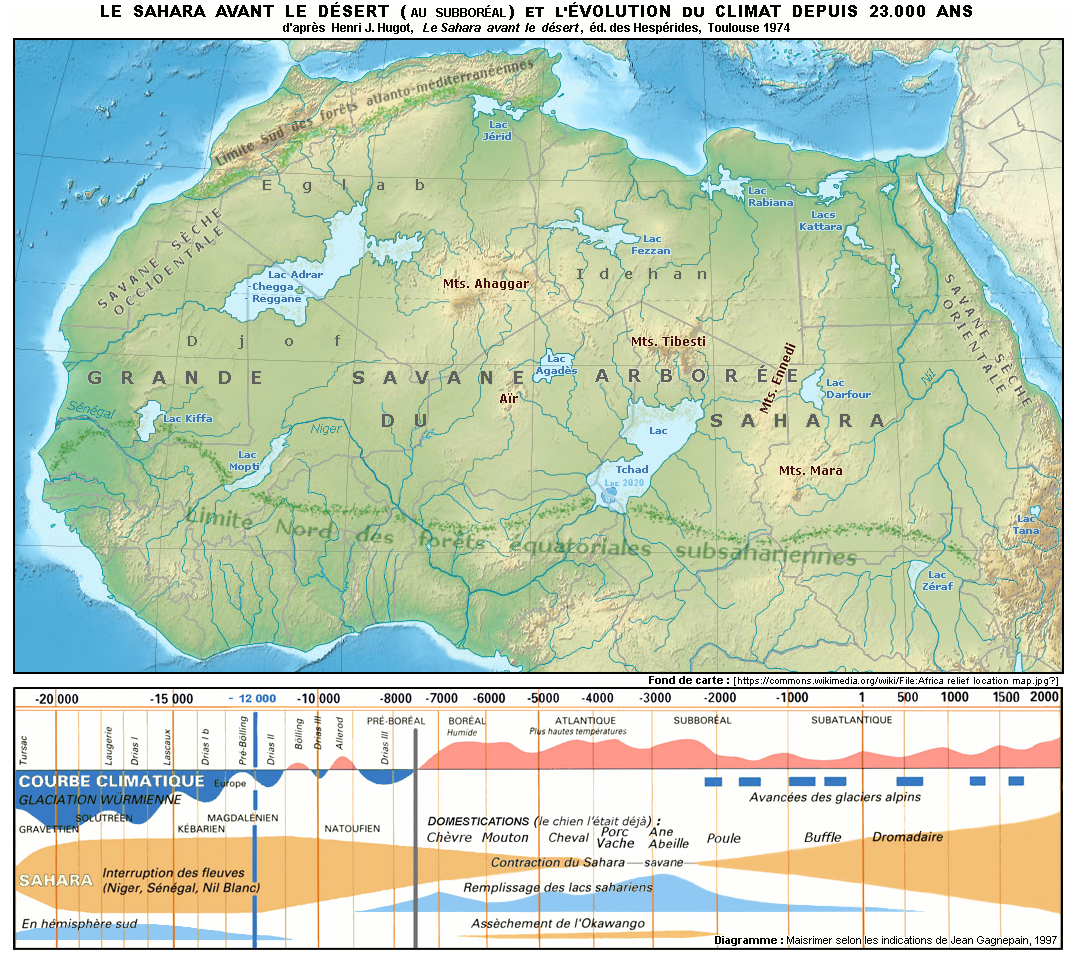
Le « Sahara vert » : la végétation était de type savane arborée et la faune, attestée par les restes fossiles et l'art rupestre, comprenait des autruches, des gazelles, des bovins, des girafes, des rhinocéros, des éléphants, des hippopotames, des crocodiles…